# Trent Franks
Trent Franks (Uravan, 19 de junho de 1957) é um político dos Estados Unidos, pertencente ao Partido Republicano e membro da Câmara dos Representantes desde 2003.
O segundo distrito que é representado por Franks inclui boa parte do noroeste do estado, incluindo Kingman e Lake Havasu City e também subúrbios de Phoenix.
A 7 de dezembro de 2017 resignou ao cargo, no seguimento a alegações de assedio sexual.

## Biografia
Frank nasceu em Uravan, no Colorado, estudou em 1976 na Briggsdale High School , mudou-se em 1981 para o Arizona, onde trabalhou.
Em 1984 foi eleito deputado estadual do Arizona derrotando o democrata Glen Davis por uma diferença de 155 votos..
Em 1986 foi candidato a reeleição sendo derrotado.
Em 2002 foi eleito representante do Arizona pelo 2º distrito, venceu a eleição com 59,92% dos votos.
Em 2004 foi reeleito representante com 59,17% dos votos.
Em 2006 foi reeleito representante com 58,62% dos votos.
Em 2008 foi reeleito representante com 59,44% dos votos.
Em 2010 foi reeleito representante com 64,89% dos votos.